# Famille Fregoso
Pour les articles homonymes, voir Fregoso.
La famille Fregoso ou Campofregoso (en français, Frégose) est l'une des principales familles patriciennes de la république de Gênes qui fournit plusieurs doges. Appartenant au parti gibelin, elle lutta pendant près de 200 ans contre la famille Adorno, toutes deux plongeant la République dans l'anarchie et appelant quelquefois l'étranger à leur aide. Les Fregoso finirent par être contraints de partir en exil et disparurent.

## Doges de Gênes
Les doges de ce nom sont :
- Battista Fregoso (1380-1442)
- Battista Fregoso (1450-1505)
- Domenico Fregoso
- Giacomo Fregoso
- Giano Fregoso (1405-1448)
- Giano Fregoso (1455-1525)
- Lodovico Fregoso
- Ottaviano Fregoso
- Pietro Fregoso (1330-1404)
- Pietro Fregoso (1412-1459)
- Paolo Fregoso, qui était aussi un cardinal et archevêque de Gênes
- Spinetta Fregoso
- Tomaso Fregoso

## Autres personnalités
- Agostino Fregoso, condottiere
- Cesare Fregoso, condottiere
- Frédéric Frégose, cardinal, archevêque de Salerne et militaire
- Pomellina Fregoso, régent de la seigneurie de Monaco
- Galeotto di Campofregoso, condottiere et seigneur de Virgoletta
- Janus Frégose (1531-1586), ou Giano Fregoso, évêque d'Agen en 1555.
- Tomasino de Campo-Fregoso, comte de corse